# Aero Engine Corporation of China
Aero Engine Corporation of China (AECC) — китайская государственная компания, специализирующаяся на разработке и производстве двигателей для самолётов, вертолётов, беспилотников и спутников. Основана в 2016 году путём выделения специализированных предприятий и фирм из состава AVIC и Comac (заводы по производству и ремонту авиадвигателей, а также институты, разрабатывающие авиадвигатели). Контрольный пакет акций принадлежит SASAC.

## Продукция
Aero Engine Corporation of China производит различные типы турбовинтовых, турбовентиляторных, турбореактивных, газотурбинных и поршневых двигателей, а также газовые турбины для энергетики, графеновые материалы и специальные алюминиевые сплавы. 
Двигатели производства AECC установлены на военные самолёты Xian H-6, Xian JH-7, Xian Y-20, Chengdu J-7, Chengdu J-10, Chengdu J-20, Shenyang J-8, Shenyang J-11, Shenyang J-15, Shenyang J-31, Hongdu JL-8, Hongdu L-15, Shaanxi Y-9, Nanchang Q-5,  и AG600, на военные вертолёты Harbin Z-9, Harbin Z-19, Changhe Z-11 и CAIC WZ-10, на военные беспилотники Wing Loong, а также на гражданские самолёты Xian Y-7, Shaanxi Y-8, Harbin Y-12, Comac C919 и CR929.
Основными конкурентами Aero Engine Corporation of China на китайском рынке авиационных двигателей являются компании Rolls-Royce (Великобритания), Pratt & Whitney (США), GE Aviation (США), Объединённая двигателестроительная корпорация (Россия), Safran Aircraft Engines (Франция) и MTU Aero Engines (Германия).

## Производственные мощности
Основные предприятия Aero Engine Corporation of China расположены в:
- Сиане (Xi'an Aero-Engine Manufacturing Company)
- Шэньяне (Shenyang Liming Engine Manufacturing Company)
- Харбине (Harbin Dong'an Engine Manufacturing Company)
- Шанхае (Shanghai Commercial Aero-Engine Manufacturing Company)
- Чжучжоу (South Aero-Engine Manufacturing Company)
- Чэнду (Chengdu Engine Manufacturing Company)
- Аньшуне (Guizhou Liyang Aero-Engine Manufacturing Company и Guizhou Xinyi Machinery Company)
- Гуйяне (Guizhou Honglin Machinery Corporation)
- Чанчжоу (Changzhou Lanxiang Machinery Corporation)
- Нанкине (Nanjing Light Aero-Power Corporation)
- Чанше (Zhongnan Transmission Machinery Company)[12].

В 2017 году дочерняя компания Aero Engine Corporation of China — Skyrizon Aviation (Пекин) — приобрела 41 % акций украинской холдинговой компании Мотор Сич (Запорожье), однако вскоре суд заморозил сделку из соображений национальной безопасности.

## Научные исследования
В состав Aero Engine Corporation of China входят Китайский исследовательский институт газовых турбин (Мяньян), Китайский исследовательский институт авиационных силовых установок, Китайский институт контрольных систем авиадвигателей, Пекинский институт авиационных материалов, Шэньянский проектно-исследовательский институт авиационных двигателей, Сианьский институт авиационных двигателей, Гуйчжоуский исследовательский институт авиационных двигателей и Хунаньский исследовательский институт аэрокосмических двигателей.
В рамках международного сотрудничества Aero Engine Corporation of China ведёт совместные проекты с французской компанией Safran Helicopter Engines и российской Объединённой двигателестроительной корпорацией.